# City Transport Group
City Transport Group (укр. Сіті Транспорт Груп) — українська компанія, яка спеціалізується на виготовленні громадського наземного транспорту. Основну продукцію становлять міські, приміські й туристичні автобуси.

## Підприємства
- Львівський автобусний завод
- Дніпровський автобусний завод